# Paddtjärnen (Karlskoga socken, Värmland, 658165-142057)
Paddtjärnen är en sjö i Karlskoga kommun i Värmland och ingår i Göta älvs huvudavrinningsområde.